# Godfrey Elton (1er baron Elton)
Godfrey Elton, 1er baron Elton (29 mars 1892 - 18 avril 1973), est un historien et homme politique britannique.

## Jeunesse
Il est le fils aîné d'Edward Fiennes Elton et de sa femme Violet Hylda Fletcher. Il fait ses études au Rugby et au Balliol College d'Oxford. À Oxford, il étudie d'abord les classiques, obtenant un premier diplôme en modérations classiques en 1913, mais se tourne ensuite vers l'histoire. Cependant, il n'a jamais pris ses finales d'histoire car, après le déclenchement de la Première Guerre mondiale, il est officier dans le 4e Royal Hampshire Regiment en septembre 1914. Il combat en Mésopotamie pendant la Première Guerre mondiale et est blessé lors du siège de Kut-el-Amara. Après la chute de Kut en avril 1916, il est fait prisonnier par les Turcs. Après la guerre, Elton est élu membre du Queen's College d'Oxford en 1919 et est professeur d'histoire moderne de 1919 à 1939, doyen du collège entre 1921 et 1923 et tuteur de 1927 à 1934. En 1923, il publie L'idée révolutionnaire en France, 1789-1878.

## Carrière politique
Elton est également impliqué dans la politique. Il rejoint le Parti travailliste peu après la fin de la Première Guerre mondiale et se présente sans succès pour Thornbury aux Élections générales britanniques de 1924 et 1929. Il est un fervent partisan de Ramsay MacDonald, dont le fils Malcolm MacDonald est son élève à Oxford, et le suit dans le National Labour. Le 16 janvier 1934, à l'initiative de MacDonald, il est élevé à la pairie en tant que baron Elton, de Headington dans le comté d'Oxford. Lord Elton participe activement aux travaux à la Chambre des lords et est membre de plusieurs comités gouvernementaux.
En 1939, Elton renonce à sa bourse d'enseignement au Queen's College et la même année, il devient secrétaire du Rhodes Trust, poste qu'il occupe jusqu'en 1959.

## Auteur
Elton est l'auteur de plusieurs livres, notamment une biographie de Ramsay MacDonald, intitulée The Life of James Ramsay MacDonald 1866-1919. En 1938, il publie son autobiographie, Entre autres.
Les écrits d'Elton sont cités par George Orwell dans son célèbre essai Notes on Nationalism comme un excellent exemple de ce qu'Orwell a qualifié de « néo-toryisme » .

## Vie privée
Lord Elton épouse Dedi, fille de Gustav Hartmann d'Oslo, Norvège, en 1921. Ils ont trois enfants, un fils et deux filles :
- Audrey Elton (née le 22 juin 1922)
- Rosemary Elton (22 janvier 1925 - 2 juin 2017)
- Rodney Elton (2e baron Elton) (2 mars 1930 - 19 août 2023)

Lord Elton est décédé à Dower House à Sutton Bonington, dans le Nottinghamshire, le 18 avril 1973 à l'âge de 81 ans. Son fils Rodney lui succède dans la pairie et devient ministre du gouvernement conservateur. Lady Elton est décédée en 1977.